# Ян Гён Иль
Ян Гён Иль (кор. 양경일, род. 7 августа 1989 года) — борец вольного стиля из КНДР, чемпион мира и Азии, призёр Олимпийских игр.
Родился в 1989 году в Пхеньяне. В 2008 году принял участие в Олимпийских играх в Пекине, но там стал лишь 12-м. В 2009 году стал чемпионом мира и завоевал серебряную медаль чемпионата Азии. В 2010 году завоевал серебряную медаль Азиатских игр и стал бронзовым призёром чемпионата Азии. В 2011 году стал чемпионом Азии. В 2012 году стал бронзовым призёром Олимпийских игр в Лондоне. В 2013 году завоевал серебряную медаль чемпионата Азии. В 2014 году вновь выиграл чемпионат мира. В 2016 году принял участие в Олимпийских играх в Рио-де-Жанейро, но занял там лишь 8-е место.